# Sciomesa etchecopari
Sciomesa etchecopari är en fjärilsart som beskrevs av François Louis Nompar de Caumont de Laporte 1975. Sciomesa etchecopari ingår i släktet Sciomesa och familjen nattflyn. Inga underarter finns listade.